# MP3.com
MP3.com war ursprünglich eine reine Tauschbörse für Musikstücke, benannt nach dem Musikformat MP3. Gegründet wurde die Seite von Michael Robertson. Am 20. Juli 1999 ging MP3.com an die Börse.
Die Seite war bei unabhängigen Musikern sehr beliebt, um ihre Arbeiten zu vermarkten. Am 2. Dezember 2003 wurde die Seite geschlossen, nachdem sie von CNET übernommen worden war. Angeboten wurden neben dem Download der Musikstücke auch Hitlisten gruppiert nach Genre oder Ort, sowie statistische Daten, die den Künstlern Auskunft über die Beliebtheit ihrer Stücke gaben. Musiker hatten drei verschiedene Abonnements mit unterschiedlichem Funktionsumfang zur Auswahl: kostenloses, Gold- oder Platinum-Konto. Das Herunterladen war kostenlos, die Benutzer mussten sich jedoch mit einer E-Mail anmelden. Neben den Gold- und Platinum-Konten verdiente MP3.com vor allem mit Bannerwerbung Geld.
Sehr viele Künstler haben bei MP3.com ihre Musik angeboten.
Der neue Inhaber der Domain MP3.com hatte den Dienst zuerst als Plattform für etablierte Künstler wieder in Betrieb genommen und mit den Diensten Gamespot.com und TV.com als Entertainment Network verknüpft. Im November 2006 startete dann wieder das ursprüngliche Konzept, allen Künstlern und Fans eine gemeinsame Plattform für die Publikation von Musik, Videos und begleitenden Informationen zu bieten.

## MP3.com für Fans
Für Fans, also Nutzer, die lediglich Musik konsumieren, aber nicht selbst produzieren wollen, bietet MP3.com unbegrenzten Zugriff auf kostenlose Musik und Videos bereits etablierter Künstler. Zusätzlich können Fans mehr als 60.000 kostenlose Dateien herunterladen mit Interviews, Musik und Videoaufnahmen neuer Künstler. Jeder Fan hat die Möglichkeit, einen eigenen Fan-Blog zu starten und sein eigenes Profil zu hinterlegen. Veränderungen bei bevorzugten Künstlern und Alben werden automatisch nachverfolgt. Fans können auch die Community-Möglichkeiten nutzen: sie können Rangplätze für Gruppen vergeben, eigene Testberichte schreiben, Kommentare abgeben und sich auf den Messageboards der Gruppen austauschen. Diese Möglichkeiten entsprechen ziemlich genau dem ursprünglichen Ansatz von MP3.com.

## MP3.com für Bands
Bandmitglieder können alle Möglichkeiten nutzen, die auch Fans haben, werden jedoch zusätzlich unterstützt. Bands können über MP3.com bis zu 100 Megabyte eigene Musik hochladen, ergänzt um bis zu 10 Megabyte Photos und eine unbegrenzte Menge an eigenen Musikvideos. Bands können über spezielle Verknüpfungen ihre Nähe zu anderen Bands der gleichen Kategorie öffentlich machen und die Fans auffordern, über die eigene Band abzustimmen. Künstler bekommen eigene Blog-Tools zur Verfügung gestellt und können ihre Foren selbst verwalten. Ergänzt werden die Band-Tools durch automatisch erzeugte RSS-Feeds neuer Publikationen, die wiederum die Fans auf ihren Seiten einbauen können, um auf dem Laufenden zu bleiben. Ein wichtiges Feedback-Element dürften die Künstler-Charts sein, die täglich aktualisiert werden.